# Koszary w Bochni

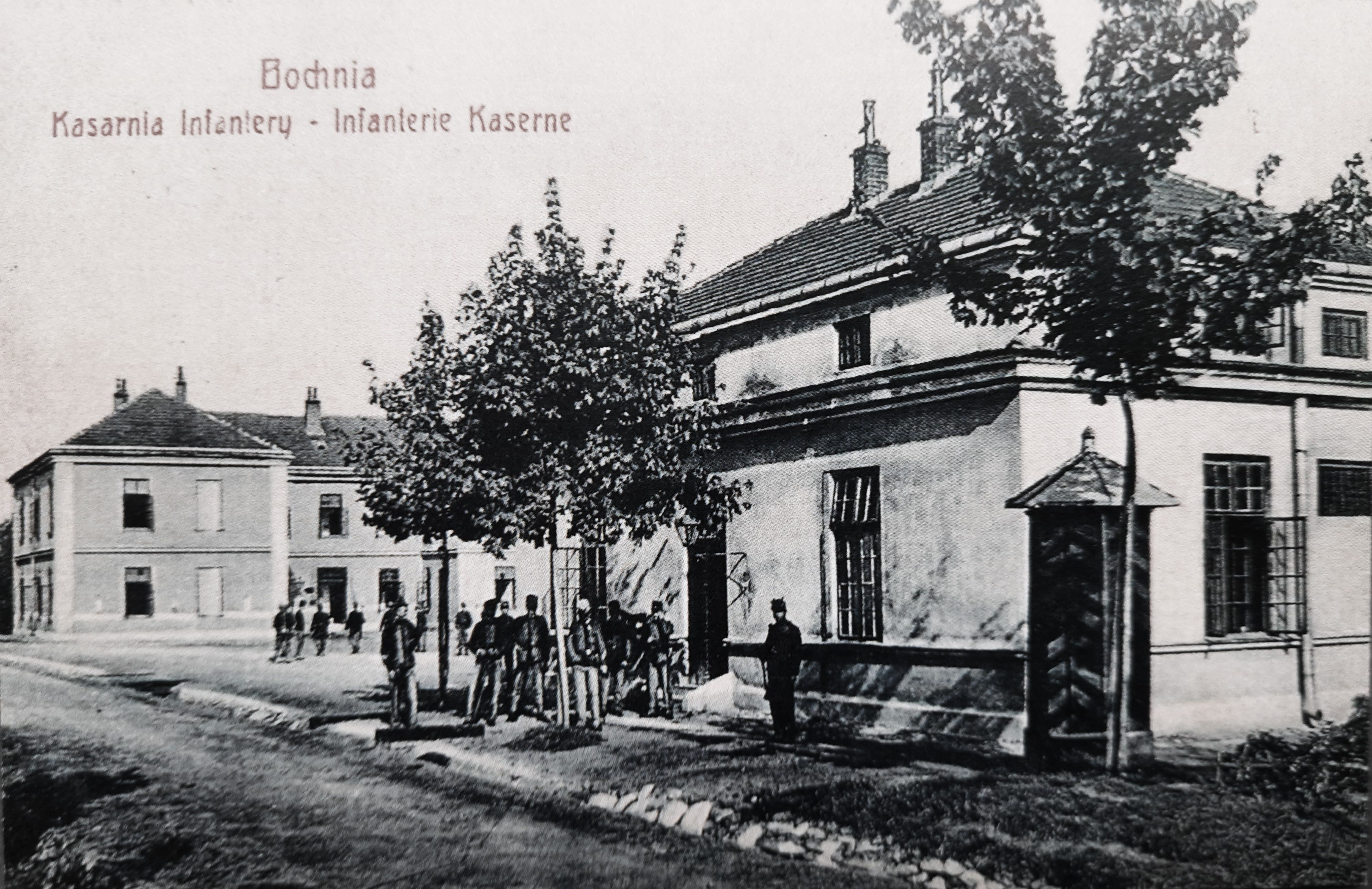
Austriackie koszary piechoty

Koszary w Bochni – kompleks koszarowy znajdujący się na terenie garnizonu Bochnia.
Przed I wojną światową stacjonował w nich austriacki 13 batalion jegrów polowych, a w okresie II Rzeczypospolitej – szwadrony 2 pułku szwoleżerów.

## Charakterystyka
W garnizonie Bochnia funkcjonowały dwa kompleksy koszarowe. Jeszcze przed I wojną światową Austriacy pobudowali koszary piechoty w kwartale dzisiejszych ulic: Józefa Poniatowskiego – Wojska Polskiego – Kolejowa z przeznaczeniem dla 13 batalionu jegrów polowych. Pojemność koszar oceniono na około 450 ludzi.
Po odzyskaniu niepodległości koszary przejęło Wojsko Polskie i nazwano je Koszarami Skrzyneckiego. W maju 1921 zakwaterowany został tu powracający znad granicy 4 szwadron i szwadron techniczny 2 pułku Szwoleżerów Rokitniańskich. Nieco później dołączył do nich szwadron zapasowy, a w styczniu 1925 również 3 szwadron. Koszary nie posiadały stajni i pułk trzymał konie prawdopodobnie w Koszarach Konopki. Oprócz 2 pułku szwoleżerów, w koszarach funkcjonował też szwadron zapasowy 3 pułku ułanów i KRU Bochnia. W maju 1926 szwadrony 2 pułku szwoleżerów przeniosły się do Starogardu.
W latach 20. XX w. z Krakowa do Bochni przeniósł się 5 dywizjon taborów. Taboryci zakwaterowani byli w Koszarach Konopki i stacjonował tam do września 1939.
W okresie okupacji 25 sierpnia 1942 na dziedzińcu koszar Niemcy zgromadzili około 3000 Żydów i wywieźli ich do obozu zagłady w Bełżcu.
Po II wojnie światowej Koszary Skrzyneckiego nadal użytkowane były przez jednostki Wojska Polskiego. W 1949 ich pojemność szacowano na 500 ludzi i 8 koni.
Do dziś (2019) w byłych Koszarach Skrzyneckiego zachowały się tylko dwa obiekty koszarowe, bardzo przebudowane i połączone ze sobą budynki pełniące funkcje usługowe i biurowe.